# اللغة الجاتجامية
اللغة الجاتجامية هي لغة هندية آرية يُتحدث بها في محافظة جاتجام في بنغلاديش.